# Melianthus major
Melianthus major är en tvåhjärtbladig växtart som beskrevs av Carl von Linné. Melianthus major ingår i släktet Melianthus och familjen Melianthaceae. Inga underarter finns listade i Catalogue of Life.